# 秀学社
株式会社秀学社（しゅうがくしゃ）は、中学生向けのワークブック、資料集などを発行する出版社。日本文教出版グループ。

## 概要
- 沿革　1955年（昭和30年）12月　設立
- 代表者　代表取締役社長　佐々木秀樹
- 資本金　1500万円
- 本社所在地
  - 大阪本社　大阪府大阪市住吉区南住吉4-7-5
  - 東京本社　東京都中野区新井1-2-16
  - 九州支社　 福岡県福岡市中央区薬院3-11-14